# Cis cedri
Cis cedri is een keversoort uit de familie houtzwamkevers (Ciidae). De wetenschappelijke naam van de soort werd in 1915 gepubliceerd door Paul de Peyerimhoff de Fontenelle.